# Ръкитен
 Тази статия е за селото в Румъния.  За общината вижте Ръкитен (община).  
Ръкитен (на румънски: Răchiteni) е село в североизточна Румъния, административен център на община Ръкитен в окръг Яш. Населението му е около 1 682 души (2002).
Разположено е на 190 метра надморска височина в Молдовските възвишения, на десния бряг на река Молдова и на 14 километра северно от град Роман.